# WOW!
WOW! was een Nederlandse meidengroep aan het eind van de jaren negentig, geproduceerd door het duo Bolland & Bolland.

## Historie
WOW! scoorde in 1997 een hit met Keer Op Keer (Loop Maar Naar De Maan). Deze hit was afkomstig van het album Wild + Ondeugend. Na Keer Op Keer hadden de meiden nog een hit met Zomer en met de in het Big Brother-huis opgenomen videoclip van The Night Before You Came.
De band bestond uit Denise Koopal, Jenske Moermond, Joëlle van Noppen, Mandy Gruijters en Naomi Louwerens. Na elkaar verlieten in respectievelijk 1999 en 2000 Van Noppen en Koopal de groep, waarna in mei 2001 een doorstart werd gemaakt onder de nieuwe naam Blaze. Dit werd echter geen groot succes.
Op 1 oktober 2009 kwam WOW! voor het laatst in zijn oorspronkelijke bezetting eenmalig bij elkaar in het radioprogramma Coen en Sander Show.

## Na WOW!
- Denise Koopal presenteerde belspelletjes voor RTL.
- Mandy Gruijters ging zingen in de coverband Broadway en was finaliste van Popstars 2.
- Joëlle van Noppen kwam in 2010 op 30-jarige leeftijd om het leven bij de vliegramp met Afriqiyah Airways-vlucht 771.[1]

## Discografie

### Albums
| Album met eventuele hitnotering(en) in de Nederlandse Album Top 100 | Datum van verschijnen | Datum van binnenkomst | Hoogste positie | Aantal weken | Opmerkingen |
| ------------------------------------------------------------------- | --------------------- | --------------------- | --------------- | ------------ | ----------- |
| Wild en ondeugend                                                   | 1997                  | 15-11-1997            | 43              | 8            |             |

### Singles
| Single met eventuele hitnotering(en) in de Nederlandse Top 40 | Datum van verschijnen | Datum van binnenkomst | Hoogste positie | Aantal weken | Opmerkingen                        |
| ------------------------------------------------------------- | --------------------- | --------------------- | --------------- | ------------ | ---------------------------------- |
| Keer op keer                                                  | 1997                  | 07-06-1997            | 16              | 9            |                                    |
| Zomer                                                         | 1997                  | 09-08-1997            | 28              | 5            |                                    |
| Lekker lang lekker                                            | 1997                  |                       | -               | -            |                                    |
| Zacht en teder                                                | 1997                  |                       | -               | -            |                                    |
| Big Beat Boy                                                  | 1998                  |                       | -               | -            | Te horen in de film Abeltje (1998) |
| The night before you came                                     | 2000                  |                       | -               | -            |                                    |